# Головмох сріблястий
Бріум сріблястий (Bryum argenteum) — вид мохів (Bryophyta). Один з найпоширеніших по всьому світу видів мохів, що легко розпізнається завдяки своєму сріблясто-зеленому «листю» (що, проте, не є справжнім листям).
Росте на всіх континентах, включно з Антарктидою.

## Галерея

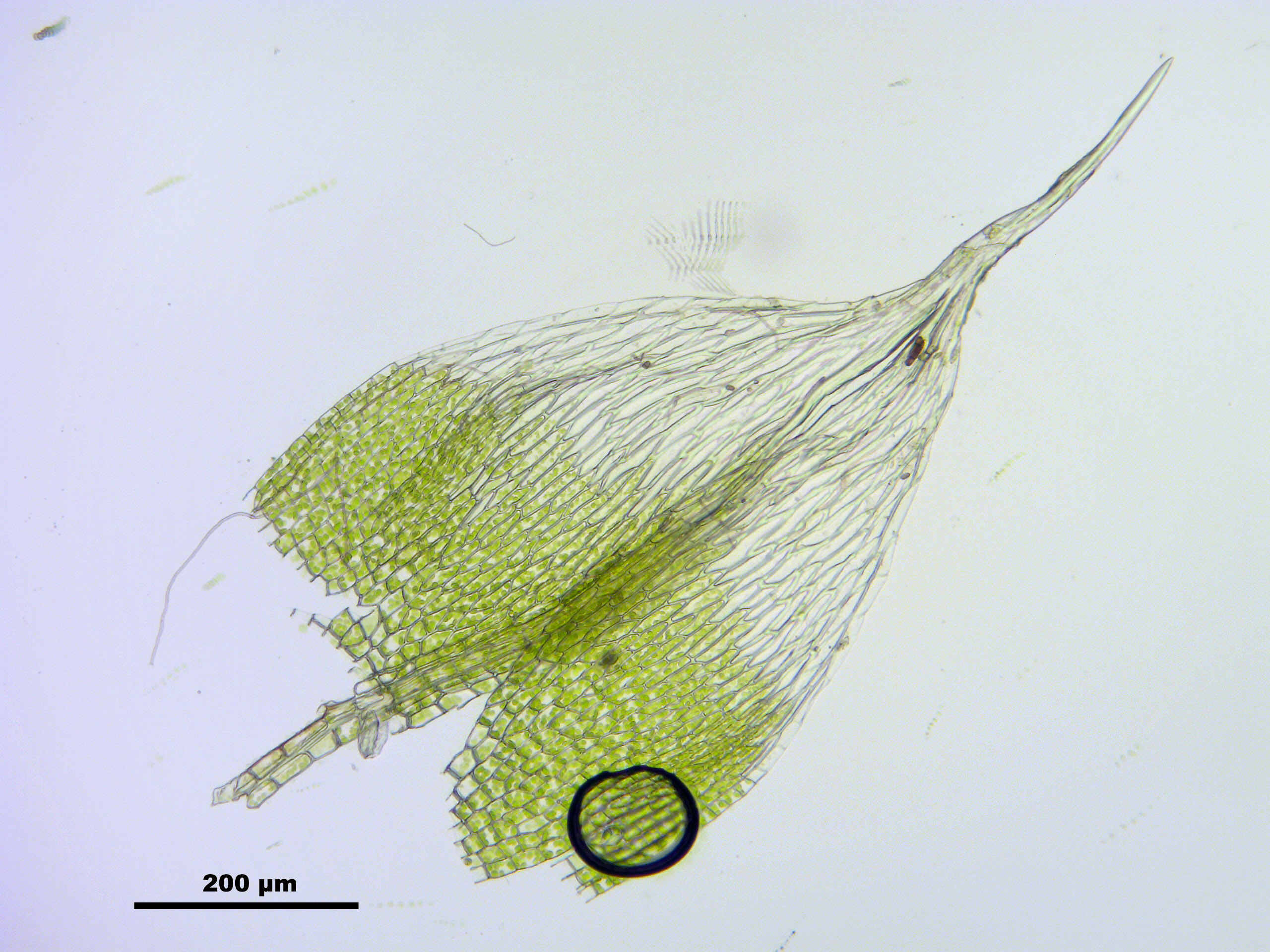
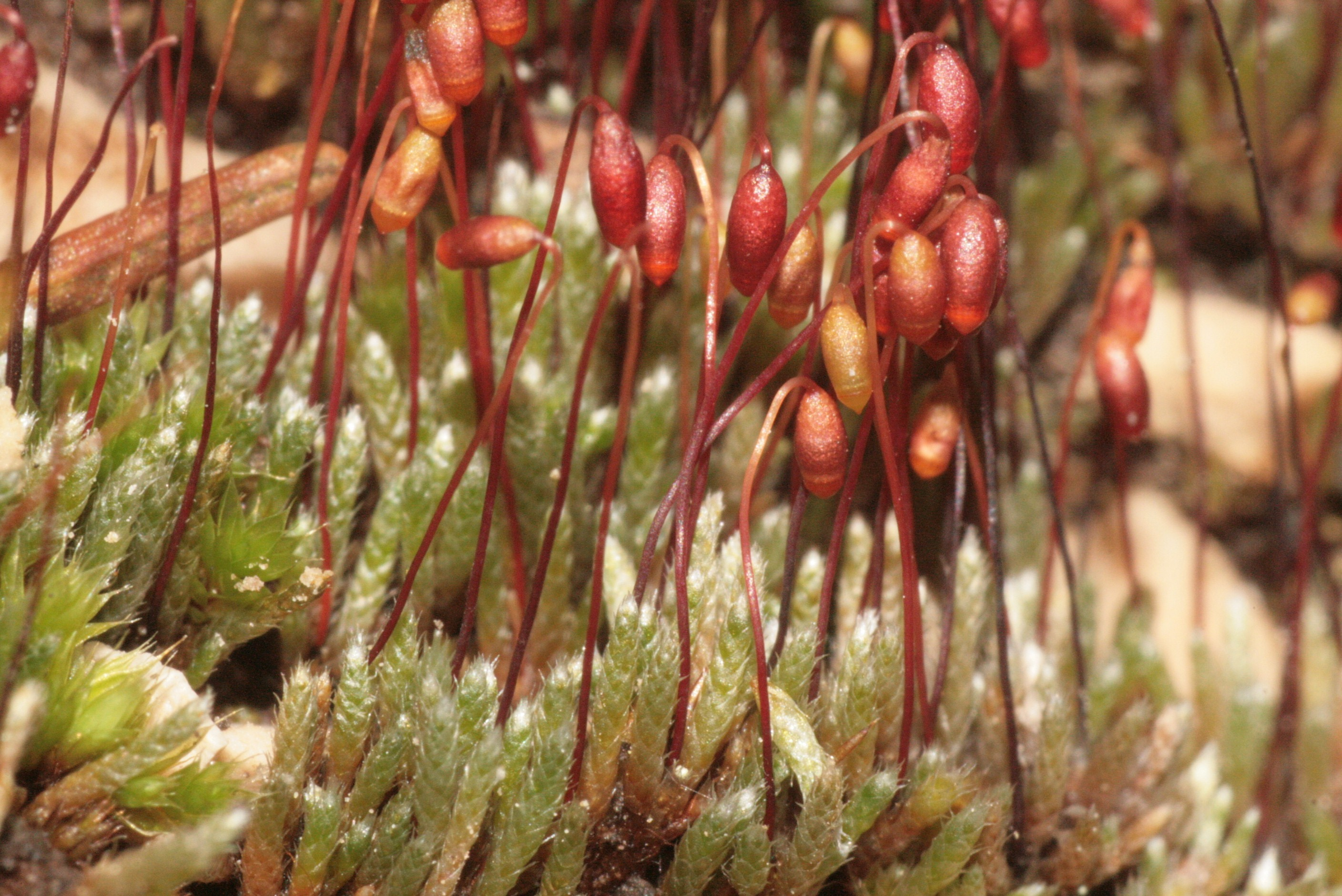
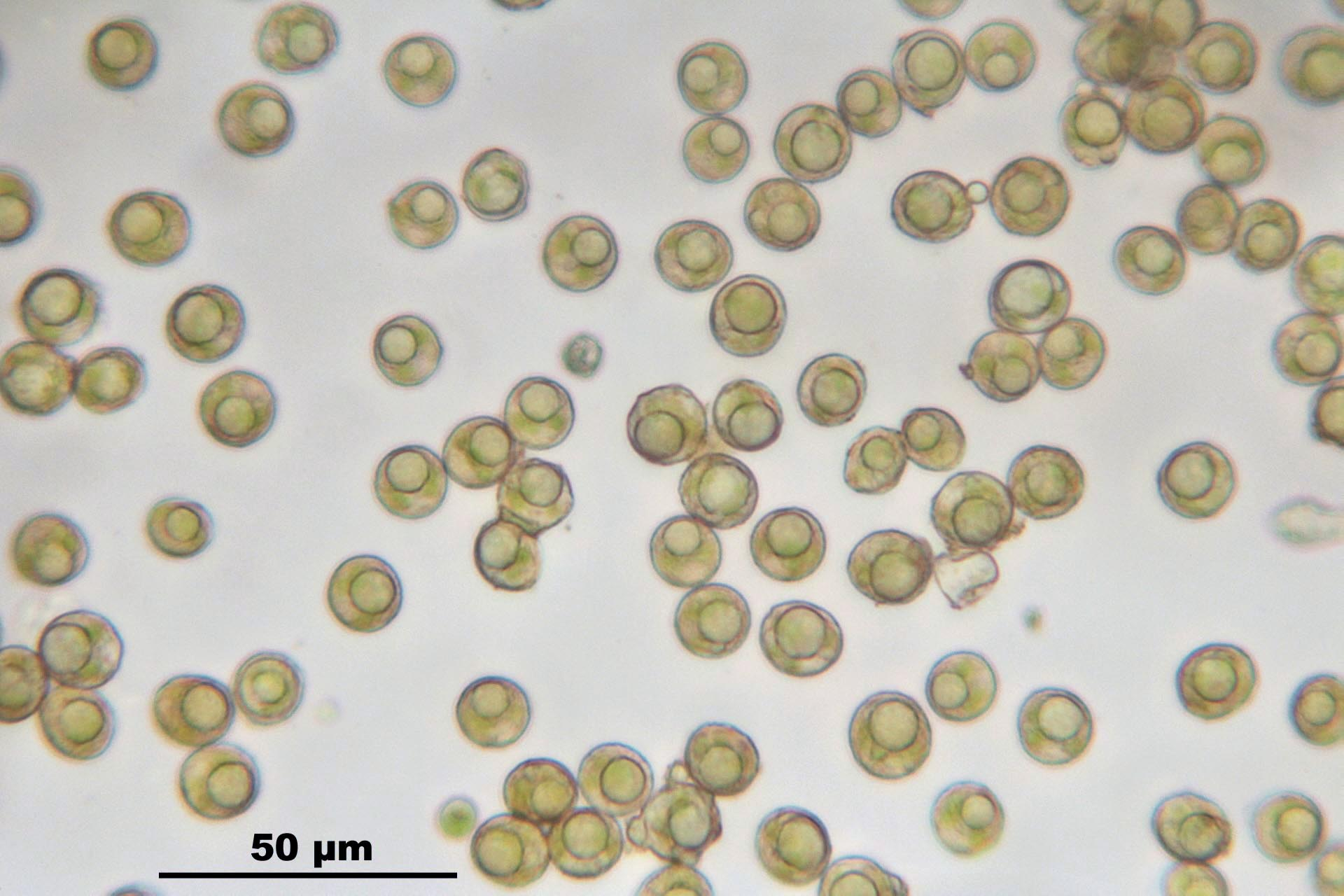

## Характеристика
Рослини від біло-зелених до сріблясто-зелених. Стебла заввишки 0.2–1 см, сильно округлі. Листки у вологому стані прямовисні, від яйцюватих до яйцювато-ланцетних, дещо увігнуті, 0.3–1(1.2) мм; основа зелена; краї рідко загнуті проксимально або плоскі дистально; верхівка від широко заокругленої до гострої. Спеціалізоване нестатеве розмноження пазухами листків. Коробочкові ніжки від коричневого до червоно-коричневого забарвлення, 1–2 см. Коробочка від червоної до червоно-коричневої, яйцеподібна, 2–3 мм. Спори 8–15 мкм, дрібно шорсткі.